# Scandalo della Duchessa di Argyll
Lo scandalo della Duchessa di Argyll, altrimenti noto come lo "Scandalo delle Polaroid senza testa", fu uno scandalo che gettò discredito sull'aristocrazia britannica. Il fatto grave è che lo scandalo, a sfondo sessuale, giunse, nel maggio 1963, a coinvolgere persino il nipote di Winston Churchill, allora ministro del governo in carica, a pochi mesi dallo scandalo Profumo, un altro grave episodio che vide coinvolto il collega ministro John Profumo. Di fronte all'opinione pubblica, venne infangata la reputazione della classe sociale dei Lord. In compenso, il duca di Argyll ottenne dalla moglie "fedifraga",  sia il divorzio, che una somma monetaria rimasta ignota, mentre la duchessa, sconfitta in tribunale dal marito e marchiata di fronte all'alta società, partì per Parigi, e vi rimase per alcuni anni, mantenendo comunque il titolo nobiliare, da lei tanto ambìto.

## Cronistoria
Protagonista della vicenda fu una leggiadra e ricca ereditiera, Ethel Margaret Whigham, divenuta duchessa di Argyll nel 1951 in seguito al suo secondo matrimonio con un nobile scozzese.
Tutta la vita della protagonista fu all'insegna dell'aristocrazia: figlia unica di Helen Mann Hannay e di George Hay Whigham, un magnate scozzese e presidente del consiglio d'amministrazione di una multinazionale angloamericana, la Celanese Corporation, pochi mesi dopo la nascita, nel 1913, si trasferì con la famiglia a New York. Da adolescente venne educata nei migliori college inglesi, a Londra, ma anche in istituti di New York e di Parigi. Durante gli anni venti, sua compagna di classe fu Barbara Hutton, la famosa ereditiera della famiglia Woolworth ed anche madrina al battesimo di suo figlio Brian. Nel 1931, a diciott'anni, fece il proprio ingresso in società venendo premiata col titolo al concorso di "Ragazza di buona famiglia dell'anno", sebbene iniziassero a circolare voci che avesse posato nuda nello studio di un pittore. Le si attribuirono numerose storie d'amore con personaggi famosi dell'alta finanza, del cinema e della nobiltà. Rientrata in patria, fu più volte ospite alle feste presso l'esclusivo Embassy Club londinese, dove incontrò il futuro primo marito. Per un paio di mesi continuò a frequentare il vecchio fidanzato, fino a quando, nel marzo 1932, fu annunciata ufficialmente la rottura del precedente fidanzamento. Nel novembre 1932 si convertì al cattolicesimo per sposare, il 21 febbraio del 1933, il miliardario americano Charles Sweeny al Brompton Oratory.
Gli anni trenta costituirono l'apogeo di Ethel, onnipresente alle serate di gala, ai ricevimenti reali, alle feste mondane, agli incontri sportivi, tanto che il suo nome apparve persino nel testo di una canzone di Cole Porter, You're the Top. In quegli anni fu sul punto di morte almeno un paio di volte: nel 1934 a causa di due polmoniti batteriche consecutivamente contratte e di una concomitante nefrite batterica; nel 1937 cadde rovinosamente a terra mentre era in stadio avanzato di gravidanza della figlia Frances, mentre nel 1943 precipitò dalla tromba dell'ascensore per 13 metri. Anche la vita matrimoniale fu abbastanza travagliata e funestata da tradimenti da entrambe le parti. La coppia visse una vita estremamente mondana e, stando alle testimonianze, anche molto "disinvolta", fino a che non divorziò nel 1947, che la lasciò bella, ricca, single, con una residenza in Mayfair, acquistata nel 1935 ed arredata in Stile Decò, in voga all'epoca, dal bagno foderato di specchi sulle quattro pareti e sul soffitto, usato dalla signora per pratiche sessuali non proprio ortodosse. Alla sentenza di divorzio, i figli della coppia vennero affidati alle cure paterne.
Ian Campbell, blasonatissimo 11º duca di Argyll, la incontrò nell'ottobre 1950 sul treno "Golden Arrow" da Parigi a Londra. Il duca, uomo brutto, squattrinato, alcolizzato, ma spiritoso e dotato di grande charme, ereditò il ducato di Argyll, con annesso castello in Scozia, Inverary House, gelido e lontano dalla società di Londra, ma il richiamo mondano di possedere un titolo nobiliare convinse Ethel a sposarlo l'anno seguente, il 22 marzo 1951. Il duca non amava la moglie, bensì la sfoggiava in società, così i rapporti tra i due degenerarono ben presto, quando la umiliò pubblicamente nel 1952, dopo la cerimonia dell'incoronazione della regina Elisabetta II al castello di Windsor, quando la sorprese a masticare del chewing-gum. Ancora, il marito non fece nulla nel 1953 quando sua moglie rischiò d'esser violentata nei corridoi del Globe Theatre, tanto che già a partire dal 1954 erano praticamente separati in casa. Inoltre sempre nel 1954, ignoti le rubarono gioielli per 8.000 sterline dalla loro casa al numero 48 di Grosvenor Street. La loro unione fu criticata anche dai circoli aristocratici e mondani della capitale inglese, dal Pall Mall Club in primis, soprattutto a partire dal settembre 1959. Cecil Beaton, lord di Wimborne Minster e suo fotografo ufficiale, e suo grande amico e confidente, osservava già nel 1955 d'esser stanco di vederla girovagare dappertutto dopo che, nel corso d'una crociera, la donna le confessò di sentirsi "la regina dei balordi, un coniglio muto che quotidianamente è costretto a ficcarsi in bocca i piedi del presidente del club del letame", in pratica era la confessione del fallimento della sua nuova unione. Il duca aveva spesso rivelato ad amici e conoscenti che l'unica cosa interessante della moglie era la sua dote. Contemporaneamente iniziarono a circolare pettegolezzi sulle tendenze sessuali del duca, dalla bisessualità al tipico comportamento del cuckold.
In seguito al clamore ed alla risonanza da lui enfatizzata circa lo scandalo, il duca venne praticamente escluso da tutti i circoli aristocratici inglesi fino al 1973, data della sua morte, ma anche Ethel Margaret Whigham venne educatamente lasciata in disparte. La duchessa rimase sulla breccia in isolate occasioni, come nel 1972, quando diede una grandiosa festa per l'ottantesimo compleanno del suo amico Paul Getty, e ricevendo, l'anno seguente, il principe Michael di Kent. Sul caso calò presto il sipario e la duchessa si ritirò per oltre un ventennio al Grosvenor House Hotel nell'oblio più completo, dilapidando tutto il proprio patrimonio. Nel 1990 venne sfrattata perché morosa per un debito pari a 33.000 sterline e trascorse i restanti ultimi tre anni di vita al St. George's Nursing Home, uno squallido ospizio sito nel quartiere londinese di Pimlico. Sul punto di morire, la duchessa, dopo avere dilapidato un patrimonio in una vita all'eccesso, dettò le sue richieste e si fece seppellire accanto alla tomba del primo marito nel cimitero di Brookwood, un cimitero della contea del Surrey, con l'epigrafe di "Mrs. Sweeny".

## Lo scandalo
Fu lo scandalo sessuale che sbigottì la nazione e che sconvolse, a distanza di pochi mesi, la Gran Bretagna dopo lo scoppio dello Scandalo Profumo, nel quale un ministro si dimise per avere condiviso l'amante, Christine Keeler, con un diplomatico sovietico, mentendo ripetutamente alla commissione parlamentare d'inchiesta.
Tutto iniziò quando, durante il loro ultimo viaggio assieme in Australia, nel 1963, il duca s'impossesso di nascosto dell'agenda della moglie e la consultò. Qui scoprì i nomi di tutti gli amanti che lei aveva registrato con le date degli appuntamenti. S'infuriò al punto di farne uno scandalo pubblico forse perché scoprì un amante in comune con la consorte. Nella Gran Bretagna dei primi anni ' 60, nessuno poteva immaginare che un duca, appartenente alla casta dei Lord, per imporre il divorzio alla moglie, accusata di licenziosa infedeltà, portasse in visione ad una corte di giustizia, le foto che la ritraevano in giochi d'amore con altri uomini. Sensazionale fu il processo: alla duchessa che negava ogni addebito, il marito ribatté con prove fotografiche molto eloquenti. Presso il tribunale di Edimburgo, la capitale della Scozia, l'accusa per la donna fu di essere "A highly sexed woman who ceased to be satisfied with normal sexual relations and had started to indulge in disgusting sexual activities to gratify a debased sexual appetite", ovvero "una donna assai malata sessualmente, che ha ormai cessato del tutto di venir appagata con normali rapporti sessuali ed ha iniziato a praticare disgustose attività erotiche unicamente per appagare un appetito sessuale corrotto". Una simile roboante accusa provocò alla donna l'ostracismo dall'alta società: il primo provvedimento fu l'annullamento di una serie di cene in programma con il commediografo Noël Coward ed il politico Anthony Eden, poiché sulla sua reputazione, indelebilmente macchiata dal processo pubblico, le parole pronunciate dal giudice di donna "licenziosa ed esibizionista" pesarono come macigni. Ma la pubblicità negativa danneggiò anche al marito: emersero le qualità negative del suo carattere, quali l'avarizia, la dedizione all'alcool ed al gioco d'azzardo, il feticismo,il voyeurismo, la mancanza di cultura, di tatto, di stile. Va anche rilevato che durante il dibattimento la stessa famiglia del duca lo dipinse a tinte fosche. Ad esempio, dalla testimonianza di sua nuora, lady Colin Campbell, emerse una figura di lui veramente assai meschina: "In realtà, è un aristocratico marcio, squattrinato, attraente, anche seducente, ma rinomato in società come un mascalzone. Sotto i lineamenti gentili si nasconde un animo crudele e corrotto. In sostanza è odioso, negativo, quello che comunemente si chiama, un pover'uomo". Insomma un profilo rozzo e di cattivo gusto, una persona inadatta a stare nell'alta società. Venne altresì ipotizzato che la denuncia fosse stata presentata dal duca, in odore di sodomia, per l'ira nei confronti della moglie e di uno o più amanti di lei bisessuali. In pratica, tutto fu dettato dalla presunta gelosia del duca. Inoltre, intervistata durante il concomitante Scandalo Profumo da Lord Denning, la duchessa affermò che il marito aveva venduto l'esclusiva della storia della loro vita matrimoniale alla rivista People, e che il tribunale aveva accolto il suo ricorso. Il duca, in séguito a questo fatto, venne costretto a dimettersi dal circolo "White's". Il colpo di grazia alla meschinità esplicitata dal duca, desideroso a tutti i costi nel rovinare la reputazione alla moglie, venne dal primo marito della duchessa. Giacché il duca passava ai tabloid i dettagli più piccanti, a cominciare dalla notizia che la duchessa, avida di feste mondane, spendeva somme enormi, e che tramò, per evitare che la seconda moglie del padre le sottraesse parte dell'eredità. Giunse al punto di mostrare agli amici, nel suo club di Pall Mall, le famose foto Polaroid che avrebbe poi esibito davanti alla corte giudiziaria, Charles Sweeny, primo marito della duchessa ed anch'egli socio del club, lo fece cacciare con ignominia.

## Le Polaroid incriminate
Solo nel 2001 si sono scoperte le identità dei protagonisti dello scandalo: fotografati in pose oscene con la moglie del Lord, erano l'attore Douglas Fairbanks Jr e Duncan Sandys, genero di Churchill, i cosiddetti "amanti senza testa", le identità dei quali la protagonista ha sempre tenacemente difeso, portando con sé nel sepolcro il segreto. Tutti i protagonisti dello scandalo sono oramai deceduti. Sandys è deceduto nel 1987, la duchessa nel 1993 e Faribanks nel maggio 2000. Circa la prova dell'adulterio consumato, esso si basava su fatti inoppugnabili: si trattava, infatti, di quattro foto, scattate con una Polaroid, nell'autunno del 1956, o, al massimo, nella primavera dell'anno successivo, nel bagno foderato di specchi della duchessa, al 48 Upper Grosvenor Street, nell'elegante quartiere londinese di Mayfair. Il duca di Argyll, rendendo di pubblico dominio un segreto già noto nell'establishment, portò in tribunale la moglie per averlo tradito con "88 uomini, tra cui due ministri e tre membri della casa reale", avendolo di persona appurato sfogliando l'agenda tascabile della moglie, indebitamente sottrattale dalla borsetta durante il loro viaggio in Australia. Al ritorno in patria, il duca, sempre all'insaputa della consorte, si recò, a tal proposito, nella di lei dimora al fine di "...reperire prove inconfutabili, tangibili e concrete di quanto trovato scritto sulle pagine dell'agenda". La duchessa, donna di smagliante bellezza, non s'era invero preoccupata di celare la sua scandalosa condotta di vita, perché, al tempo, la deferenza generale tutelava la nobiltà dallo scandalo. Ma in aula negò l'adulterio, finché il duca non portò le foto oscene, che aveva trovato egli stesso nel cassetto della scrivania della moglie. Molti dei nomi dei frequentatori dell'esclusivo club cui era iscritto il duca, infatti, comparivano nell'elenco sull'agenda della duchessa. Il clamore suscitato fu notevole in tutta la nazione: "Fu lo scandalo sessuale che sbigottì l'intero paese, che sconvolse l'opinione pubblica dal momento che nessuno poteva, all'epoca dei fatti, immaginare che un duca, appartenente alla casta dei Lord, per imporre il divorzio alla moglie, accusata di licenziosa infedeltà, portasse in tribunale le foto che la ritraevano in giochi d'amore con altri uomini, alla mercé di giornalisti e fotografi" recitava un articolo apparso sul rotocalco notoriamente scandalistico, The Sun alla fine degli anni sessanta. Ricca, bella e piena di successo, la duchessa affrontò una lunga e sensazionale causa di divorzio conclusa nel 1963.  Nel corso del dibattimento emerse che ... "C' è abbastanza nelle ammissioni della duchessa e nei fatti provati (le foto) per concludere che è una donna di totale promiscuità, il cui appetito sessuale può essere soddisfatto solo da una moltitudine di uomini.... una vera e propria Messalina", sentenziò il giudice, accogliendo in toto le richieste del duca. Una perifrasi per definirla una ninfomane. Le foto incriminate, sulla cui base il giudice formulò l'accusa, per ammissione della duchessa in persona risalivano al 1957, periodo in cui le macchine fotografiche Polaroid erano rare in quanto assai costose. La televisione britannica Channel 4 ha rivelato, con un programma andato in onda solo nel 2001, che gli uomini "senza testa" erano due, non uno, come sempre creduto. Infatti, in una di queste foto - forse la più famosa dell'intera serie - si vedeva la duchessa, di smagliante bellezza, completamente nuda ed elegante nel suo triplo filo di magnifiche perle al collo, durante un rapporto orale con un uomo mentre un secondo assisteva ed, evidentemente, fotografava la scena licenziosa. Dalla foto, però, le teste dei partner erano state tagliate. Seppur inconfutabili prove ai fini della richiesta di divorzio, le foto non valevano granché sia per i giornali scandalistici più agguerriti, che per l'inchiesta che seguì allo scopo di evidenziare un caso omologo al contemporaneo "Scandalo Profumo".

## I risvolti politici dello scandalo
La questione dell'identità degli uomini ignoti che partecipavano assieme alla duchessa alla partouze non si limitava al jet set od all'aristocrazia nobiliare britannica, ma presto si scoprì implicare anche la politica. Innanzitutto ci si domandava chi fosse l'autore materiale delle foto, ovvero se costui fosse stato forse lo sconosciuto, anch' egli "decapitato" nella Polaroid, che si vedeva in un altro scatto, mentre era intento nell'atto di praticare autoerotismo, così come ignota restava l'identità dell'amante che, nelle foto, si concedeva alle voglie della duchessa di Argyll, la quale, completamente nuda a parte un triplo filo di perle al collo di squisita fattura, era intenta a praticargli una fellatio. Infatti, tra gli amanti della lista presentata dal marito in tribunale, figuravano politici, membri di rami secondari della famiglia reale ed addirittura il fratello del fisico tedesco Wernher Von Braun, al tempo capo progettista della sezione missilistica civile (la NASA) e militare degli Stati Uniti. La lista degli 88 candidati si ridusse parecchio. I sospettati, però, viste le frequentazioni della duchessa, erano ancora molti. Si andava da Peter Combe, tacciato però di omosessualità, dirigente dell'Hotel Savoy di Londra, che la corte aveva indicato quale amante della donna, al businessman John Cohane, da Sigismund von Braun, fratello dello scienziato nazista, a Douglas Fairbanks Jr, l'attore di Hollywood che prima ebbe una relazione con Marlene Dietrich e poi sposò Joan Crawford, a Duncan Sandys, ministro dell'esecutivo in carica nel 1963, all'epoca dei fatti, nonché genero di Winston Churchill.

## L'inchiesta parlamentare segreta
Dal momento che in tribunale, oltre alle fotografie a contenuto pornografico, il duca aveva fatto esplicita menzione all'elenco degl'amanti della moglie, comprendente anche nomi di politici e di membri dei rami collaterali della famiglia reale, il Parlamento britannico volle evitare una ripetizione del concomitante “Scandalo Profumo”. Si acquisìrono le fotografie incriminate e s'iniziò a verificare le generalità dei partecipanti all'incontro erotico immortalati nelle polaroid. L'indagine non fu completa perché non vennero chiariti fino in fondo i risvolti della vicenda ed i ruoli assunti dai protagonisti. Ci si limitò ad una superficiale analisi quando si riuscì a dimostrare l'estraneità dei membri di un ramo collaterale alla famiglia reale e l'unico ministro citato nell'elenco degli amanti della duchessa attestò, falsamente, come si scoprirà molti decenni dopo, di non essersi trovato a Londra alla fatidica data. L'inchiesta parlamentare fu tenuta comprensibilmente segreta, dovendosi indagare su familiari dei sovrani e su politici dell'esecutivo in carica. Le immagini di Lady Argyll non erano di aiuto alcuno, in quanto notoriamente epurate dei dettagli inerenti ai connotati dei protagonisti. Unico indizio, le quattro parole scritte, a mo' di didascalie, dietro ciascuna foto, che permettevano, però, di ricostruire la sequenza cronologica degli scatti: "Prima", "Pensando a te", «Durante - oh» e "Finito !". Qualche mese dopo il verdetto del tribunale che suggellò il divorzio dei duchi di Argyll, nell'estate del 1963, ad una riunione di governo, il ministro della difesa, Edwin Duncan Sandys, ex-genero di Winston Churchill, ammise che circolavano voci che lo identificavano come il misterioso protagonista della fellatio, e offrì di dimettersi. Il premier Harold Macmillan, che solo tre settimane prima aveva accolto le dimissioni di John Profumo, si rifiutò d'ammettere un secondo scandalo, nella vana speranza di salvare il suo esecutivo che, irreversibilmente minato dal “Caso Profumo” cadde ugualmente il 18 ottobre 1963. Macmillian respinse le dimissioni ed ordinò un'inchiesta segreta. Lord Denning, incaricato dell'indagine, aveva pochi elementi, visto che la duchessa, da Parigi, affermò che non avrebbe collaborato. Ma c'era la Polaroid, la macchina che sviluppa e stampa immediatamente le foto, che nel 1956 non era ancora giunta in Inghilterra: solo un americano, o un uomo di governo che avesse di recente visitato gli Stati Uniti, poteva averla portata a Londra . Fairbanks era un noto attore statunitense ed il ministro Sandys si era recato negli stati Uniti nel 1956. E poi le quattro didascalie, su cui Denning lavorò da astuto detective: dal suo ufficio al ministero del Tesoro, diramò convocazioni a Combe, Cohane, von Braun, Fairbanks e Sandys, chiedendo come scusa un aiuto "in un caso molto delicato". I cinque dovettero firmare all'ingresso il registro dei visitatori e le loro scritture furono immediatamente analizzate da un esperto calligrafo, che diede la sentenza: l'uomo senza testa era Douglas Fairbank. Lord Denning riferì a voce l'esito a Macmillan, nulla rimase di scritto, lo scandalo politico era chiuso.

## La ricostruzione postuma dell'identità dei protagonisti
- Come Margaret duchessa di Argyll confessò ad un amico poco prima di morire, "l'unica macchina Polaroid che all'epoca esistesse in Inghilterra era stata consegnata al ministero della Difesa" dove Sandys, allora, aveva un incarico, ovviamente uno dei protagonisti del triangolo erotico era il ministro della difesa.
- L'attore Fairbanks non possedeva una Polaroid, ma la sapeva utilizzare, a differenza di Sandys. Egli era l'autore delle didascalie salaci in calce alle foto, ma anche l'autore degli scatti fotografici.
- Considerata l'angolazione da cui furono scattate le foto, Fairbanks non poteva essersi trovato a soddisfare l'atto sessuale con la duchessa, ma poteva benissimo essersi trovato nella posizione del secondo protagonista, quello dedito all'onanismo.
- E quindi la ricostruzione definitiva è questa: l'uomo in fronte al quale la duchessa s'inginocchiò, elegante nelle sue perle bianche, era in realtà Sandys, assolto dall'indagine e poi nominato Lord nel 1974. Mentre quello che si masturbava davanti all'obbiettivo era Fairbanks, che poi appose le didascalie che immortalarono la scena.

## Curiosità
- Nel 2004 venne messo all'asta l'edificio, oramai fatiscente e disabitato, che ospitava la garconniere della duchessa, come riportato dal quotidiano "The Independent" con una base d'asta di 2.8 milioni di sterline[16].[17]
- Anche la famigerata istantanea fatale, relativa alla fellatio praticata dalla duchessa e mostrata con parsimonia da Channel 4 nel programma del 2001, è in vendita: un agente di Glasgow,gli Argyll sono scozzesi, chiese "a nome del suo cliente", le cui generalità non cita, una somma di mezzo miliardo di lire[18], "per il copyright mondiale".[19].
- Nel corso degli anni novanta, dagli avvenimenti relativi al processo fu tratta un'opera rappresentata nei maggiori teatri europei e statunitensi, anche in Italia. L'opera da camera in due atti è stata scritta nel 1995 dal compositore britannico Thomas Ade's su libretto di Philip Hensher.